# Branoux-les-Taillades
Branoux-les-Taillades ist eine französische Gemeinde mit 1297 Einwohnern (Stand 1. Januar 2022) im Département Gard in der Region Okzitanien.

## Geografie
Die Gemeinde Branoux-les-Taillades liegt am Oberlauf des Gardon d’Alès.

## Bevölkerungsentwicklung
| Jahr                       | 1962 | 1968 | 1975 | 1982 | 1990 | 1999 | 2007 | 2017 |
| Einwohner                  | 2061 | 1697 | 1424 | 1404 | 1338 | 1274 | 1284 | 1340 |
| Quellen: Cassini und INSEE |      |      |      |      |      |      |      |      |